# 名古屋市工業研究所
座標: 北緯35度7分22.3秒 東経136度53分11.1秒 / 北緯35.122861度 東経136.886417度

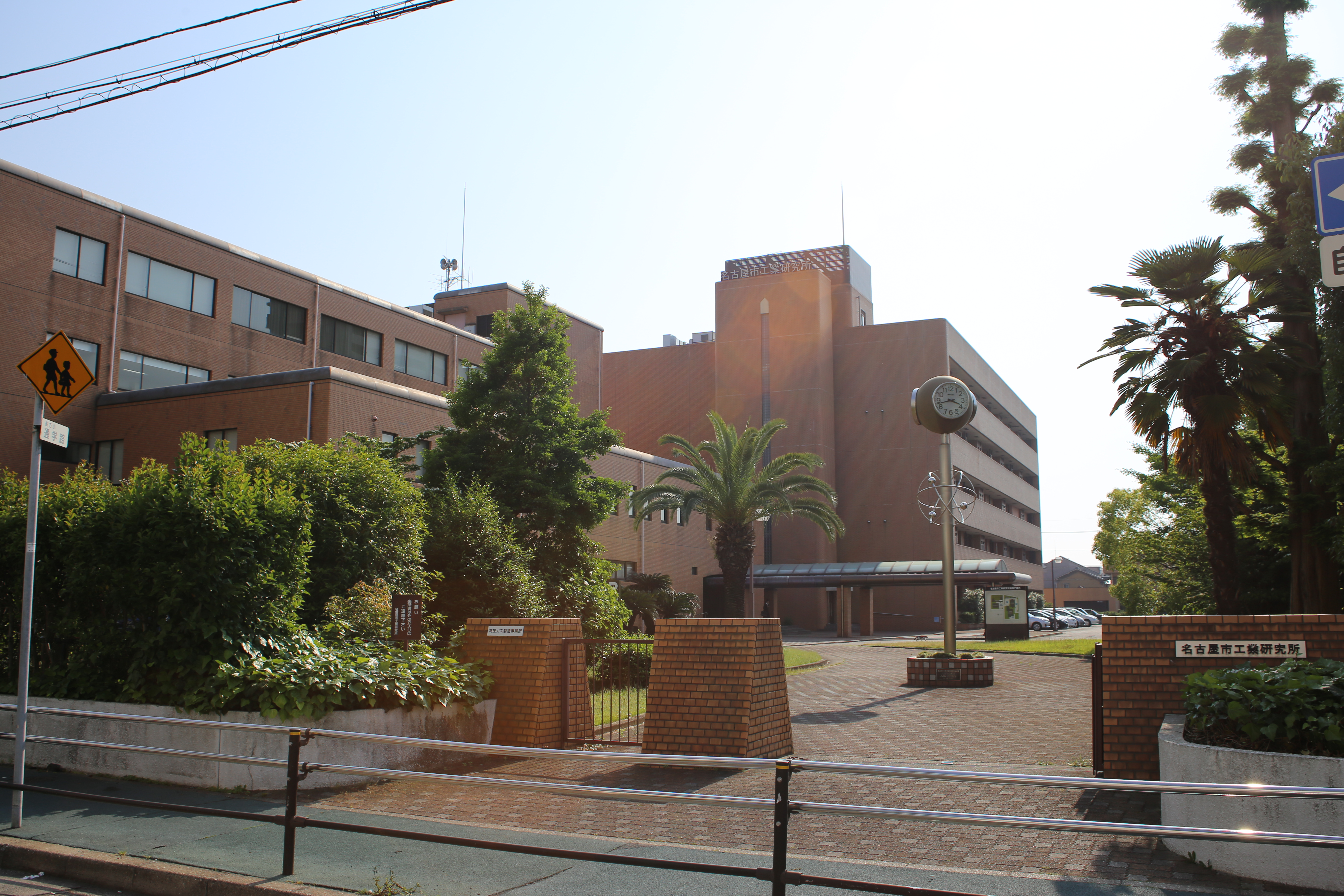
名古屋市工業研究所（2016年5月）

名古屋市工業研究所（なごやしこうぎょうけんきゅうじょ）は、愛知県名古屋市熱田区の組織内の公設試験研究機関。名古屋市工業研究所条例により設置されている。

## 概要
WTO/TBT協定に基づき、国際規格及び工業標準化法に基づいた試験のうち、民間機関が試験しない事項の一部を、産業総合研究所と分担して実施する。名古屋が繊維産業、窯業などが盛んだったり、工作機械、輸送機械が盛んなことから、化学分野、機械分野が強い。電子情報部門では、OSの最小セット（TOPPERS/SSP）の実装をしており、TOPPERS プロジェクトの特別会員になっている。

## 施設
- 管理棟[3]
- 研究棟[3]
- 電子技術総合センター[3]
- 中間実験工場[3]